# Dračevo selo
Dračevo selo is een plaats in de gemeente Dubrovnik in de Kroatische provincie Dubrovnik-Neretva. De plaats telt 27 inwoners (2001).